# Ледовая Арена Томашув-Мазовецки

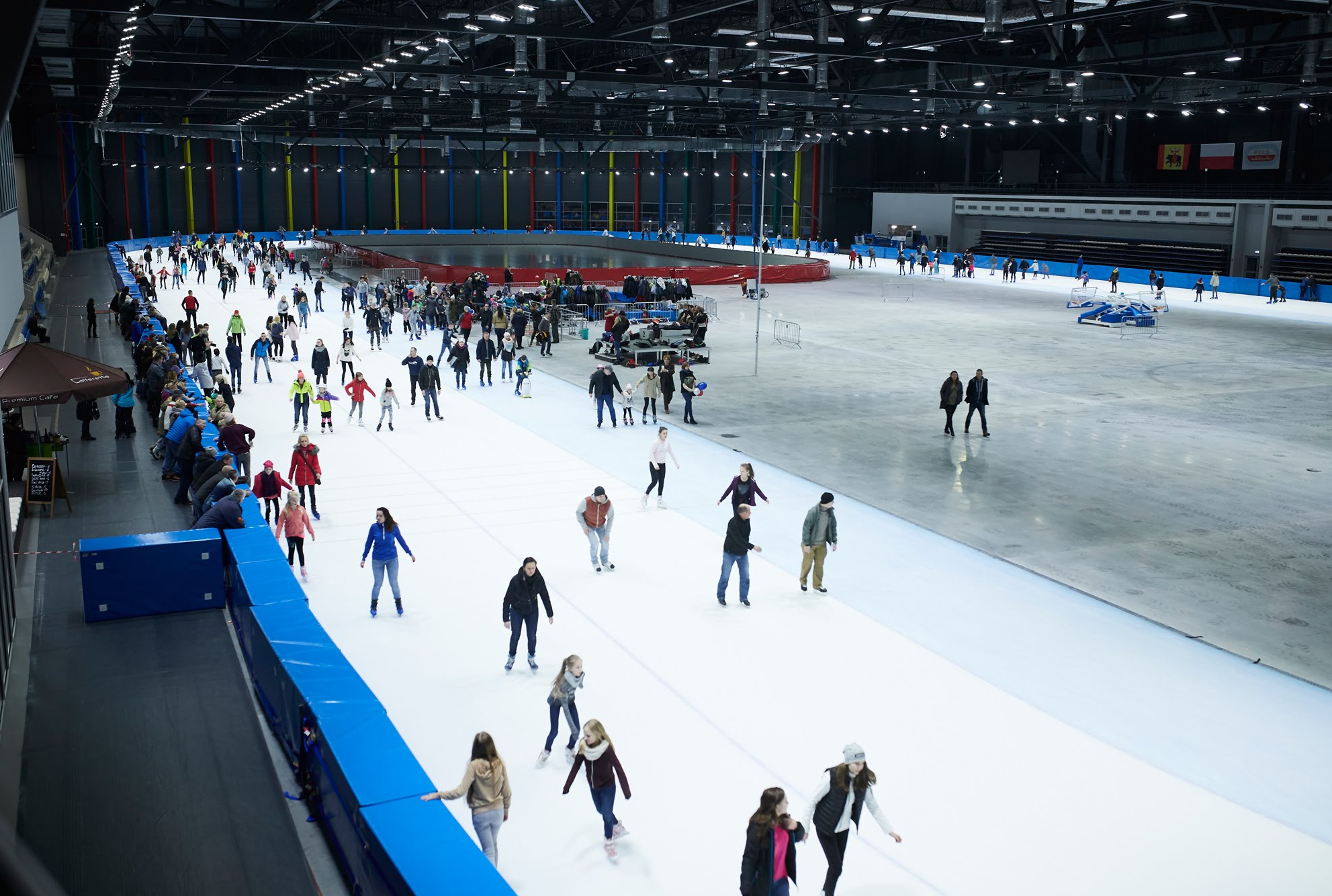
Январь 2018

Ледовая Арена Томашув-Мазовецки — крытый конькобежный каток с искусственным льдом в Томашув-Мазовецке, Польша, первый и пока единственный крытый каток с искусственным льдом в Польше. Расположен на высоте 152 метра над уровнем моря. Построен на месте катка Pilica, открытого в 1971 году, на котором в 1984 году была построена дорожка с искусственным льдом.
Строительство Ice Arena началось в апреле 2016 года, основные работы были закончены в сентябре 2017 года. Официальное открытие состоялось 14 декабря 2017 года. Стоимость строительства составила 47,6 миллиона злотых (13 миллионов долларов).

## Рекорды катка
| Мужчины                 | Мужчины  | Мужчины                                                      | Мужчины    | Мужчины |
| Дистанция               | Время    | Конькобежец                                                  | Дата       |         |
| ----------------------- | -------- | ------------------------------------------------------------ | ---------- | ------- |
| 500 м                   | 34,26    | Гао Тинъюй                                                   | 12-11-2021 |         |
| 1000 м                  | 1.08,42  | Джордан Штольц                                               | 22-2-2025  |         |
| 1500 м                  | 1.45,08  | Джордан Штольц                                               | 21-2-2025  |         |
| 3000 м                  | 3.48,53  | Адриан Вельгат                                               | 9-3-2019   |         |
| 5000 м                  | 6.15,06  | Сандер Эйтрем                                                | 18-2-2023  |         |
| 10 000 м                | 13.14,96 | Йоррит Бергсма                                               | 09-12-2018 |         |
| Командная гонка         | 3.44,56  | Нидерланды · Патрик Руст · Свен Крамер · Марсел Боскер       | 14-11-2021 |         |
| Командный спринт        | 1.19,53  | Канада · Андерс Джонсон · Лоран Дюбрёй · Антуан Желина-Больё | 17-2-2023  |         |
| Классическое многоборье | 154,313  | Ян Шиманьский                                                | 28-10-2017 |         |

| Женщины                 | Женщины | Женщины                                                       | Женщины    | Женщины |
| Дистанция               | Время   | Конькобежка                                                   | Дата       |         |
| ----------------------- | ------- | ------------------------------------------------------------- | ---------- | ------- |
| 500 м                   | 37,55   | Эрин Джексон                                                  | 13-11-2021 |         |
| 1000 м                  | 1.14,78 | Бриттани Боу                                                  | 13-11-2021 |         |
| 1500 м                  | 1.56,00 | Михо Такаги                                                   | 14-11-2021 |         |
| 3000 м                  | 4.02,79 | Рагне Виклунд                                                 | 17-2-2023  |         |
| 5000 м                  | 7.05,18 | Эсме Виссер                                                   | 09-12-2018 |         |
| Командная гонка         | 3.00,28 | Канада · Ивани Блонден · Изабель Вайдеман · Валери Мальте     | 13-11-2021 |         |
| Командный спринт        | 1.27,65 | Россия · Ольга Фаткулина · Ангелина Голикова · Дарья Качанова | 22-11-2019 |         |
| Классическое многоборье | 161,981 | Каролина Босек                                                | 22-11-2020 |         |